# San Nazzaro Val Cavargna
San Nazzaro Val Cavargna est une commune italienne située dans le Val Cavargna (d'où elle tire son nom), dans la province de Côme, dans la région Lombardie dans le Nord de l'Italie.

## Administration
| Période                                  | Période | Identité | Étiquette | Qualité |
| ---------------------------------------- | ------- | -------- | --------- | ------- |
|                                          |         |          |           |         |
| Les données manquantes sont à compléter. |         |          |           |         |

### Communes limitrophes
Carlazzo, Cavargna, Garzeno, Germasino, San Bartolomeo Val Cavargna, Val Rezzo.